# Lykkelige Jim
|  | Denne artikel er oprettet af botten PalnaBot ud fra en ekstern database. Den kan derfor have sproglige fejl eller mangler. Denne skabelon kan fjernes efter kontrol af indholdet. |

Lykkelige Jim er en kortfilm fra 1993 instrueret af Ole Christian Madsen efter manuskript af Ole Christian Madsen, Ole Meldgård.

## Handling
Jim kan li' at spille billard, og han er god til det. Jim skylder en masse penge væk, det er han også god til. Han har lige været i Las Vegas. Nu har han ikke noget sted at bo. Vennerne har en bar. Der holder Jim til. En dag møder han en pige. Hun vil til Paris. Jim vil gerne hjælpe hende ...